# Acentrogobius multifasciatus
Acentrogobius multifasciatus är en fiskart som först beskrevs av Herre 1927.  Acentrogobius multifasciatus ingår i släktet Acentrogobius och familjen smörbultsfiskar. Inga underarter finns listade i Catalogue of Life.